# Auf dem Stein (Berg)
Auf dem Stein, auch nur Stein genannt, ist ein 496,1 m hoher Berg im Westen des Landkreises Eichsfeld in Thüringen (Deutschland).

## Geographie

### Lage
Der Berg befindet sich im westlichen Teil des Landkreises Eichsfeld in der Nähe der Landesgrenze zu Hessen. Er liegt im Uhrzeigersinn betrachtet zwischen den kleinen Ortschaften Asbach-Sickenberg im Süden und Südwesten, Dietzenrode-Vatterode im Westen und Nordwesten, Mackenrode und Hennigerode im Nordosten. Die nächstgelegenen Städte sind Bad Sooden-Allendorf (Hessen) (4 Kilometer in südwestlicher Richtung) und Heilbad Heiligenstadt (Thüringen) (ungefähr 12 km in nordöstlicher Richtung).
Durch das Wanfrieder Abkommen kam es im Jahr 1945 zu einer Verschiebung der amerikanisch-sowjetischen Zonengrenze und damit der späteren thüringisch-hessischen Landesgrenze. So kamen die Orte Asbach-Sickenberg, Vatterode, Weidenbach und der dazugehörige Berg an Thüringen. Der Berg gehört somit nicht zum historischen Eichsfeld. Die Innerdeutsche Grenze verlief südlich des Berges und ist noch am Grenzmuseum Schifflersgrund bei Asbach-Sickenberg zu besichtigen.

### Naturräumliche Zuordnung
Der Berg zählt nach der naturräumlichen Gliederung im Blatt Kassel zu den nördlichen Ausläufern der Gobert (Nr. 483.10), einem Teil der Nordwestlichen Randplatte des Thüringer Beckens (Nr. 483).
Entsprechend der innerthüringischen Gliederung (Die Naturräume Thüringens) wird er der Einheit Werrabergland-Hörselberge zugeordnet.

## Natur
Die südwestlichste und höchste Erhebung des kleinen Bergplateaus Auf dem Stein ist der Dietzenröder Stein. Unmittelbar an dessen westlicher Abbruchkante gibt es eine Felswand aus Muschelkalk, die sogenannten Dietzenröder Klippen. Nach Südosten verläuft ein schmaler Bergsporn, Die Nase (ca. 450 m) und nordwestlich befindet sich der Vatteröder Stein (ca. 465 m), beide ebenfalls mit einer kleinen Felswand. Von allen drei Punkten hat man eine herrliche Aussicht auf das Werratal und das angrenzende Bergland im westlichen Eichsfeld und Nordosthessen.
Der Berg ist überwiegend mit Laubwald bedeckt und gehört zum Allendorfer Stadtwald. Die häufigste Baumart ist die Buche, es gibt aber auch einige Eibenbestände. Am Fuße des Berges am Übergang zum Buntsandstein gibt es weitere Ausläufer und Bergkuppen wie den Lindenberg (393,5 m), Scharfenberg (375,6 m) und Heiligenberg (310,9 m). Nach Nordosten grenzt er unmittelbar an die Eichenberg–Gotha–Saalfelder Störungszone. Zahlreiche Wanderwege führen von den umliegenden Ortschaften in das Berggebiet.

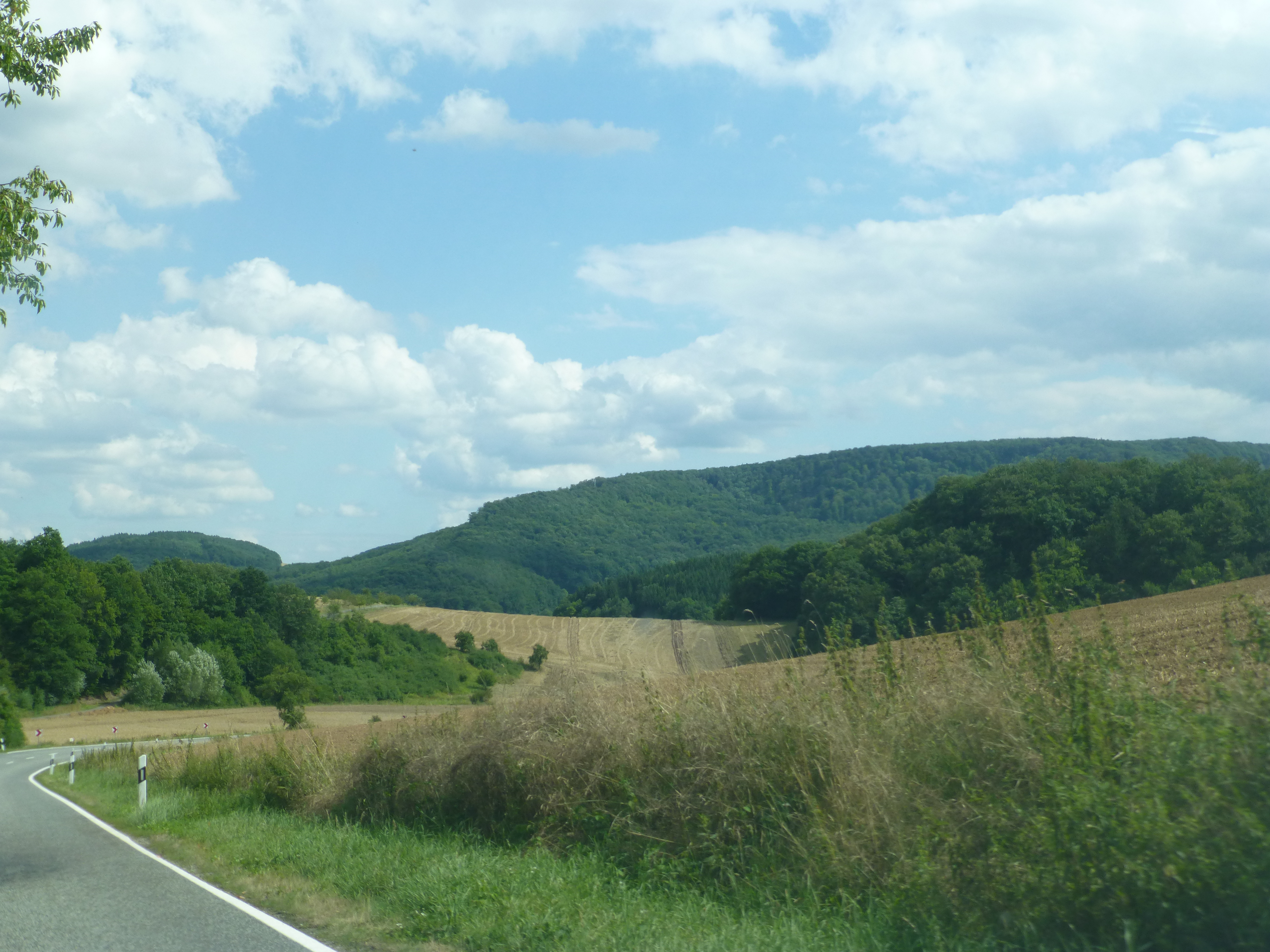
Blick aus Richtung Fretterode zum Vatteröder Stein
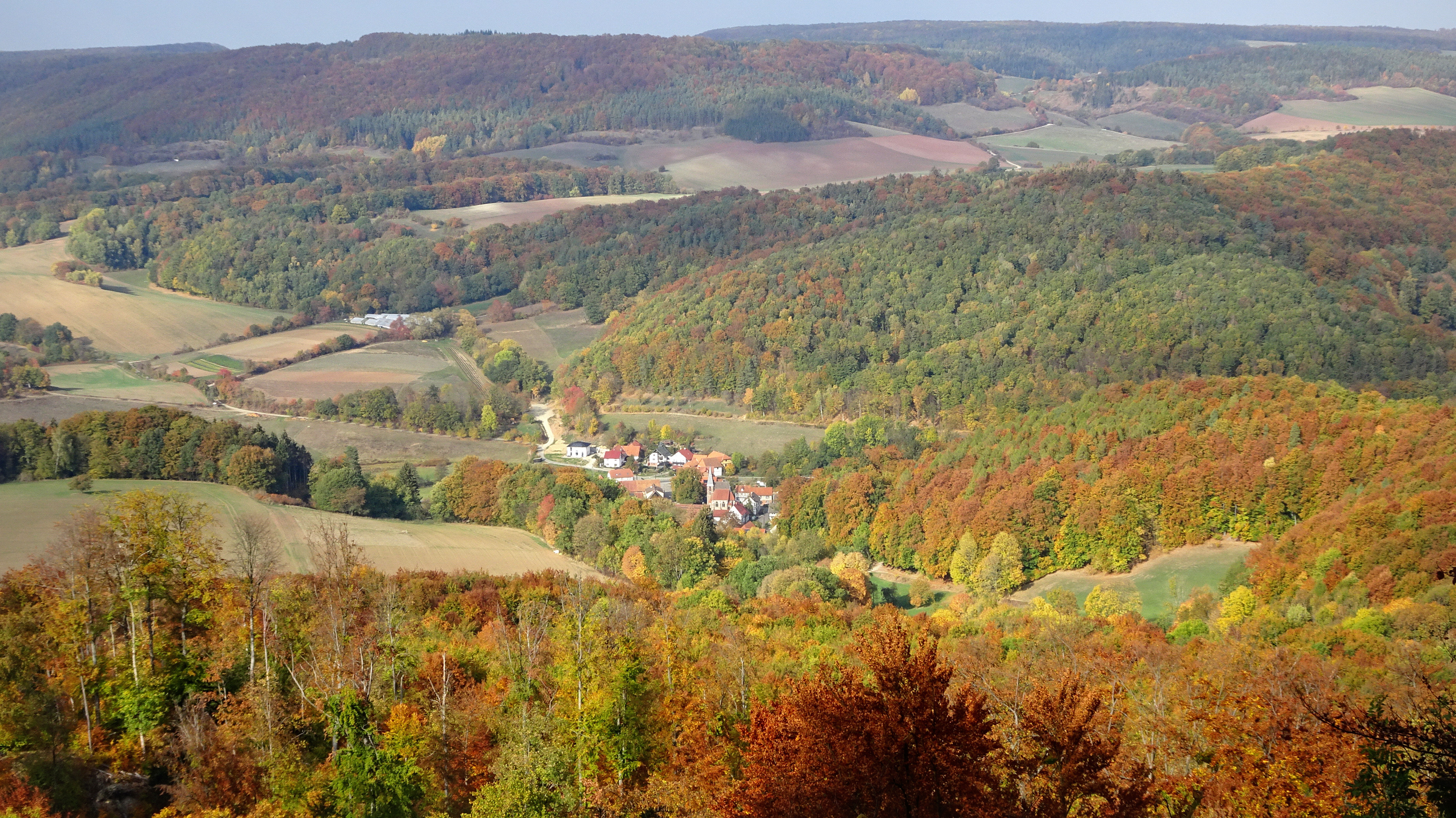
Blick vom Vatteröder Stein auf Vatterode im Walsetal
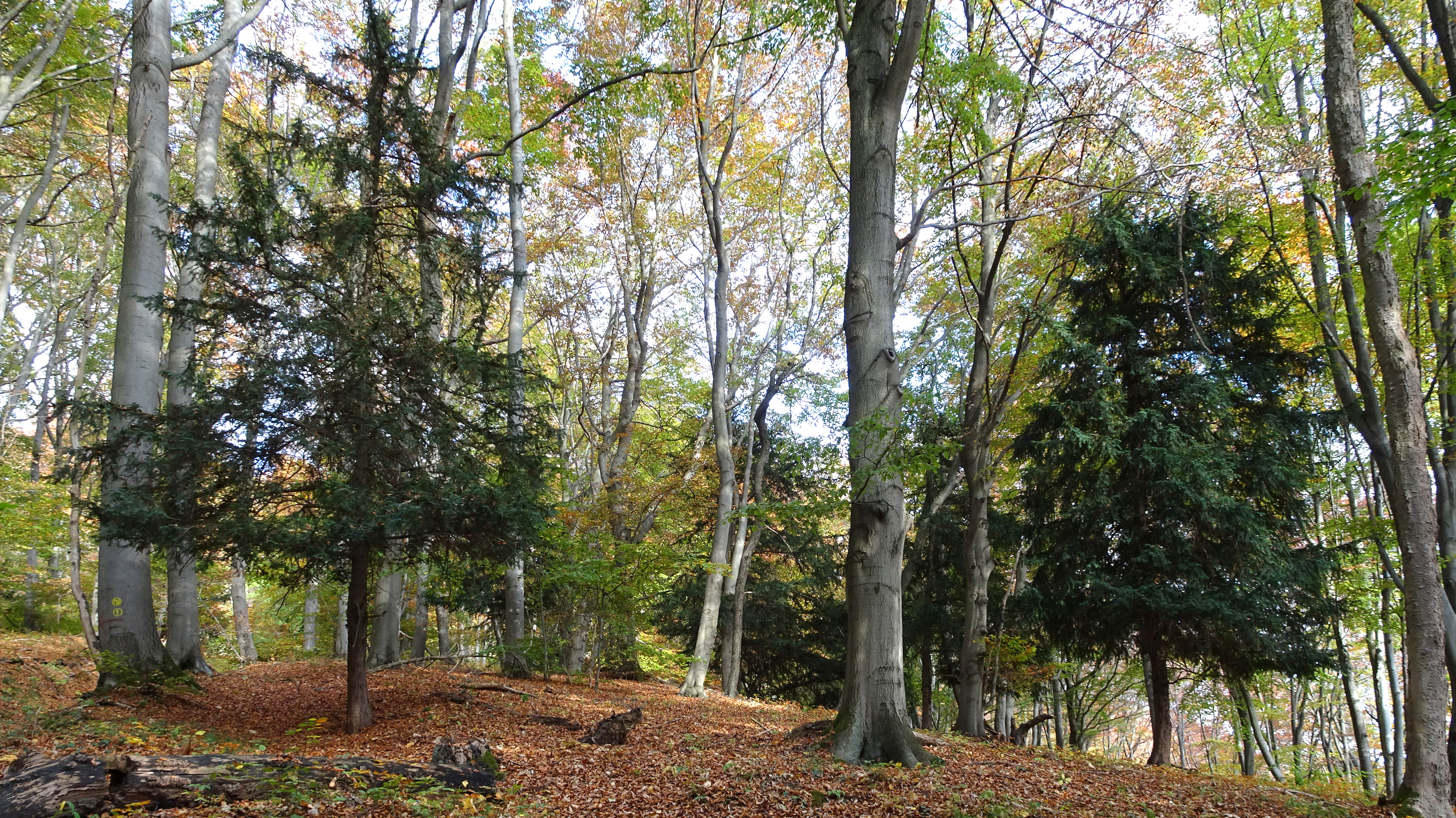
Eibenbäume unter dem schützenden Buchenwald